# Marcipán z Toleda
Marcipán z Toleda (2011) je desáté album Roberta Křesťana a Druhé trávy. Obsahuje devět písniček a jednu instrumentální skladbu. Písničky Řada snů a Každé zrnko písku jsou Křesťanovými překlady písní Boba Dylana Series of Dreams a Every Grain of Sand. Obal vytvořil Martin Dušek za použití fotografií Jiřího Turka.
Album bylo oceněno Andělem za rok 2011 v kategorii „Folk & Country“.

## Seznam písniček
1. Řada snů (Bob Dylan / Robert Křesťan)
2. Zas padne noc (Robert Křesťan)
3. Mississippi (Luboš Novotný / Robert Křesťan)
4. Sto druhů šedé (Luboš Malina / Robert Křesťan)
5. Ráno (Robert Křesťan)
6. Blázni a toulaví psi (Robert Křesťan)
7. Kouzelnice (Ivo Viktorin / Robert Křesťan)
8. Mojo (instrumental) (Luboš Malina)
9. Každé zrnko písku (Bob Dylan / Robert Křesťan)
10. Marcipán z Toleda (Robert Křesťan)

## Obsazení
- Robert Křesťan – zpěv
- Luboš Malina – banjo „Roll's“, mandolína, kytara, irské píšťaly, zvonkohra
- Luboš Novotný – dobro, lap steel
- Emil Formánek – akustická kytara, elektrická kytara, mandolína
- Tomáš Liška – kontrabas
- David Landštof – bicí, perkuse
- Ivo Viktorin, j. h. – klávesy

## Klip
K úvodní písničce Řada snů vznikl klip sestříhaný ze záběrů pořízených ruční kamerou během nahrávání alba ve studiu Quad v Nashvillu. Klip režíroval Roman Vávra, sestříhala jej Antonie Janková a producentem byl Richard Němec.